# Dorfkirche Groß Möringen

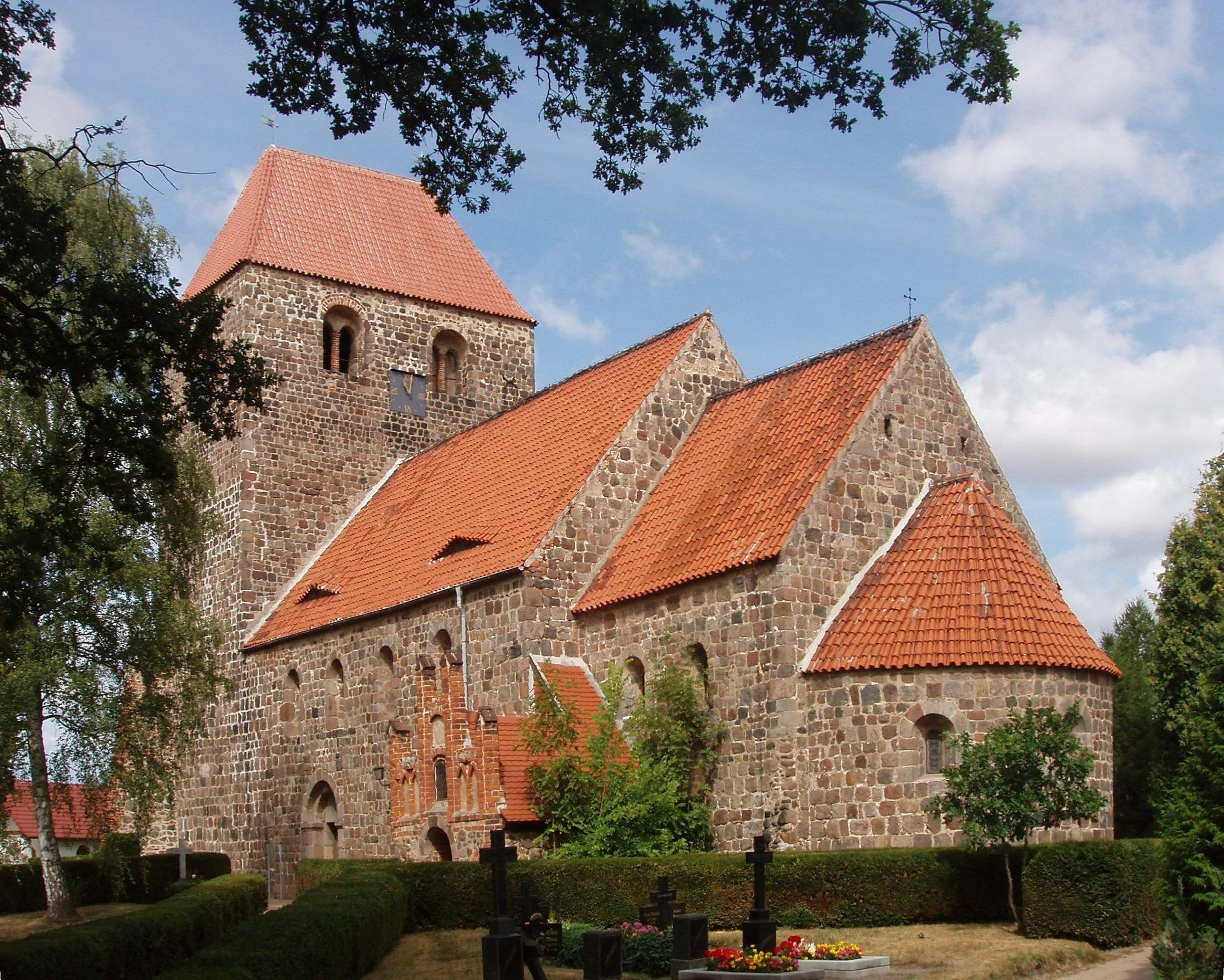
Dorfkirche Groß Möringen

Die evangelische Dorfkirche Möringen ist eine spätromanische Feldsteinkirche im Ortsteil Möringen der Stadt Stendal in Sachsen-Anhalt. Sie gehört zur Kirchengemeinde Möringen im Kirchenkreis Stendal der Evangelischen Kirche in Mitteldeutschland und ist eine offene Kirche.

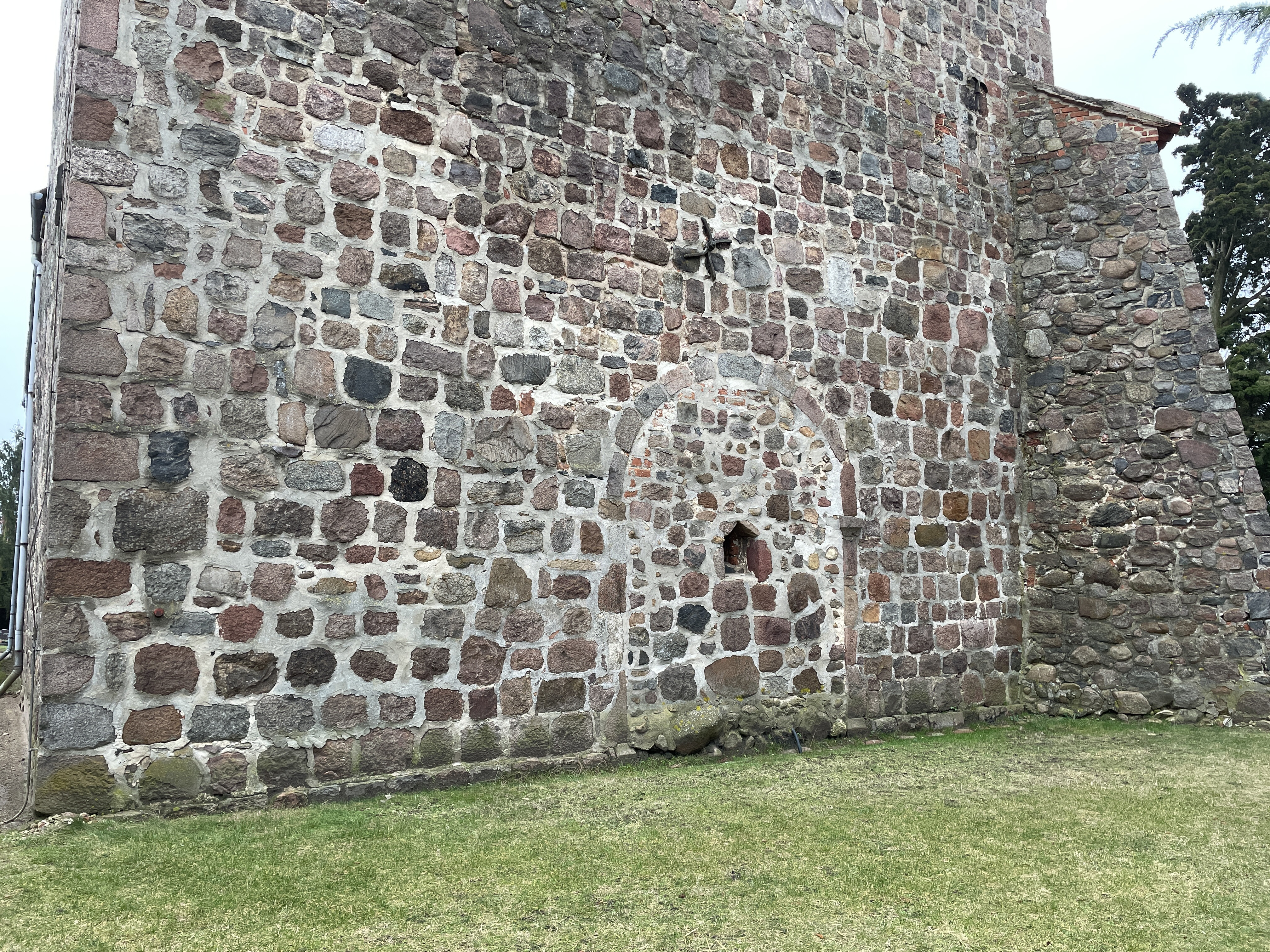
ehemaliger Westeingang

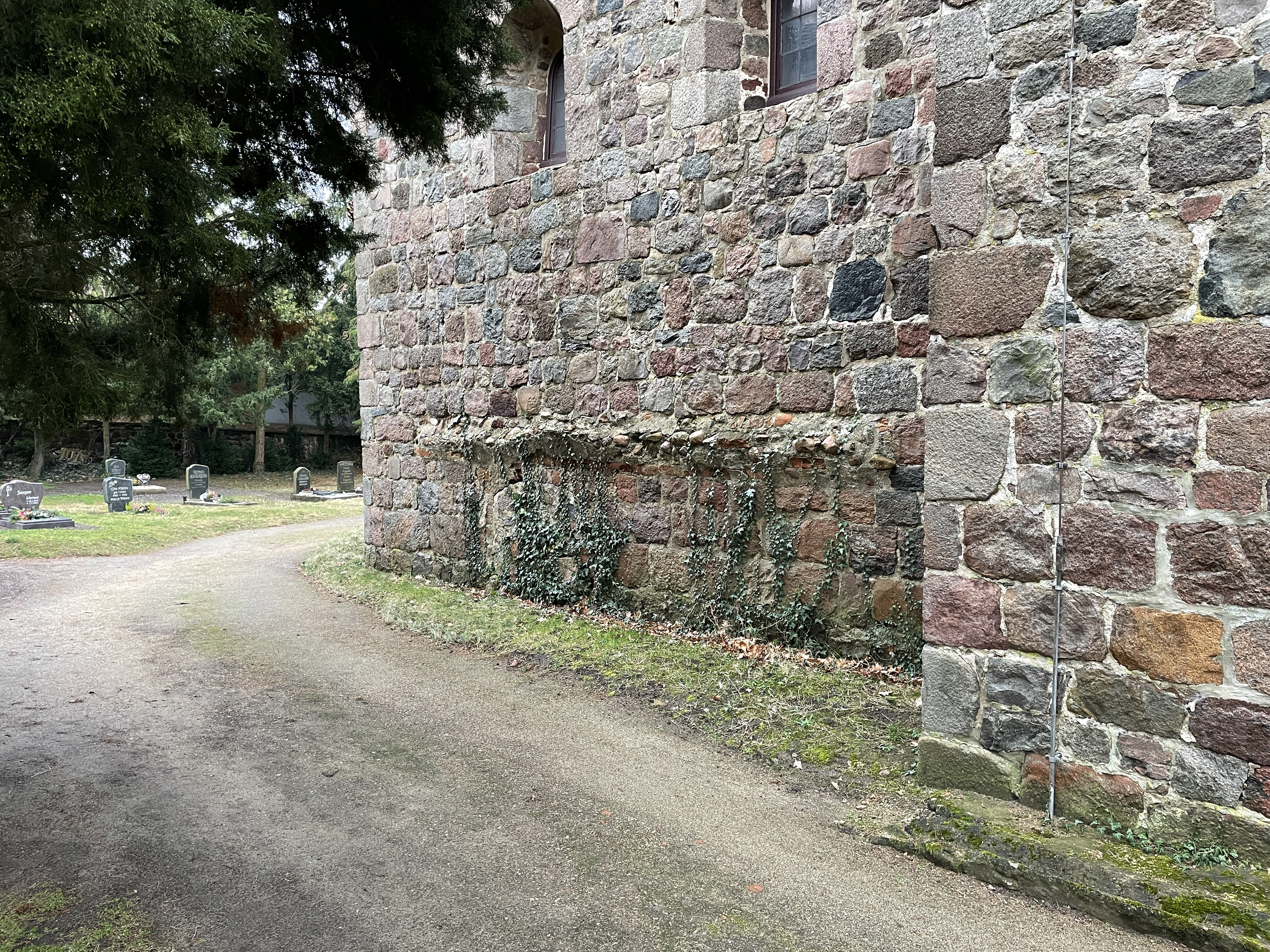
ehemaliger Eingang zur Gruft

## Geschichte und Architektur
Die Kirche St. Leonhard Groß Möringen ist eine in seltener Stilreinheit erhaltene vollständige Anlage einer romanischen Dorfkirche, deren Dachstuhl dendrochronologisch auf 1171 datiert wurde. Sie wurde 1201 erstmals urkundlich erwähnt und war bis ins 16. Jahrhundert Wallfahrtskirche. Am Anfang des 18. Jahrhunderts fand eine Renovierung statt, dabei wurden einige Fenster vergrößert. In den Jahren 1934/35 erfolgte eine umfassende Restaurierung, wobei der ursprüngliche Zustand der Fenster rekonstruiert und eine Dachdeckung mit Mönch-Nonne-Ziegeln sowie eine Neuordnung der Inneneinrichtung vorgenommen wurde. Instandsetzungen erfolgten 1973 am Äußeren und 1982 im Inneren.
Die Kirche ist ein sorgfältig ausgeführter Feldsteinbau aus Schiff, eingezogenem quadratischem Chor, Apsis und Westquerturm, der mit Walmdach abgeschlossen ist. Das mit einem längsgerichteten Tonnengewölbe abgeschlossene Turmuntergeschoss mit enormen Mauerstärken von 4,12 Metern wurde ursprünglich als Vorhalle genutzt; das rundbogige Westportal ist jedoch heute vermauert. Das Obergeschoss war über eine heute vermauerte Bogenöffnung zum Schiff geöffnet und besitzt eine Fensteröffnung nach Süden. Der Zugang vom Schiff erfolgte vermutlich über eine hölzerne Treppe, davon erhalten ist eine Tür mit Verriegelungsbalken. Daher wird die Kirche als „Fluchtkirche“ betrachtet. Im Glockengeschoss sind rundbogige Schallöffnungen vorhanden, deren südliche noch eine Backsteinsäule mit Würfelkapitell besitzt. Ein wohlgestaltetes abgetrepptes Südportal zum Schiff hat einen mächtigen halbrunden Schlussstein. Die Rundbogenfenster entsprechen dem ursprünglichen Zustand.
An der Südseite wurde vor die Priesterpforte im 15. Jahrhundert eine rechteckige Vorhalle mit Fialen und einem Blendengiebel aus Backstein angebaut. Die Brettertür mit schmiedeeisernen Beschlägen entstammt dem 13. Jahrhundert.
Das Innere ist mit einer Holzbalkendecke abgeschlossen, deren Balken mit ornamentaler Grisaillemalerei vermutlich nach Befund aus der Barockzeit bemalt wurden. Die romanischen Kämpfergesimse sind am Triumphbogen und am abgetreppten Apsisbogen erhalten. In der Apsis und am Triumphbogen wurde eine Ausmalung im Stil der Zeit um 1935 ausgeführt.

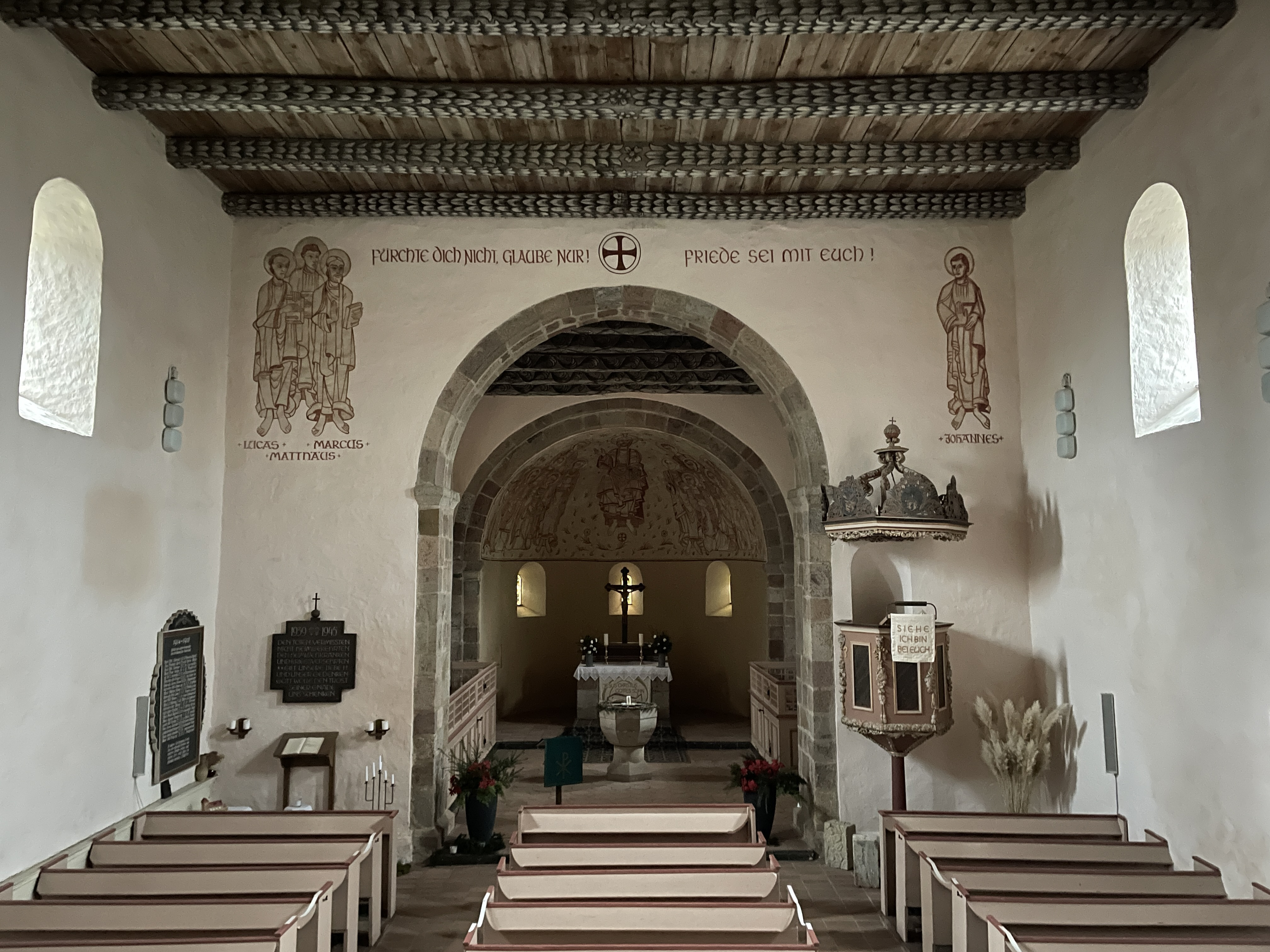

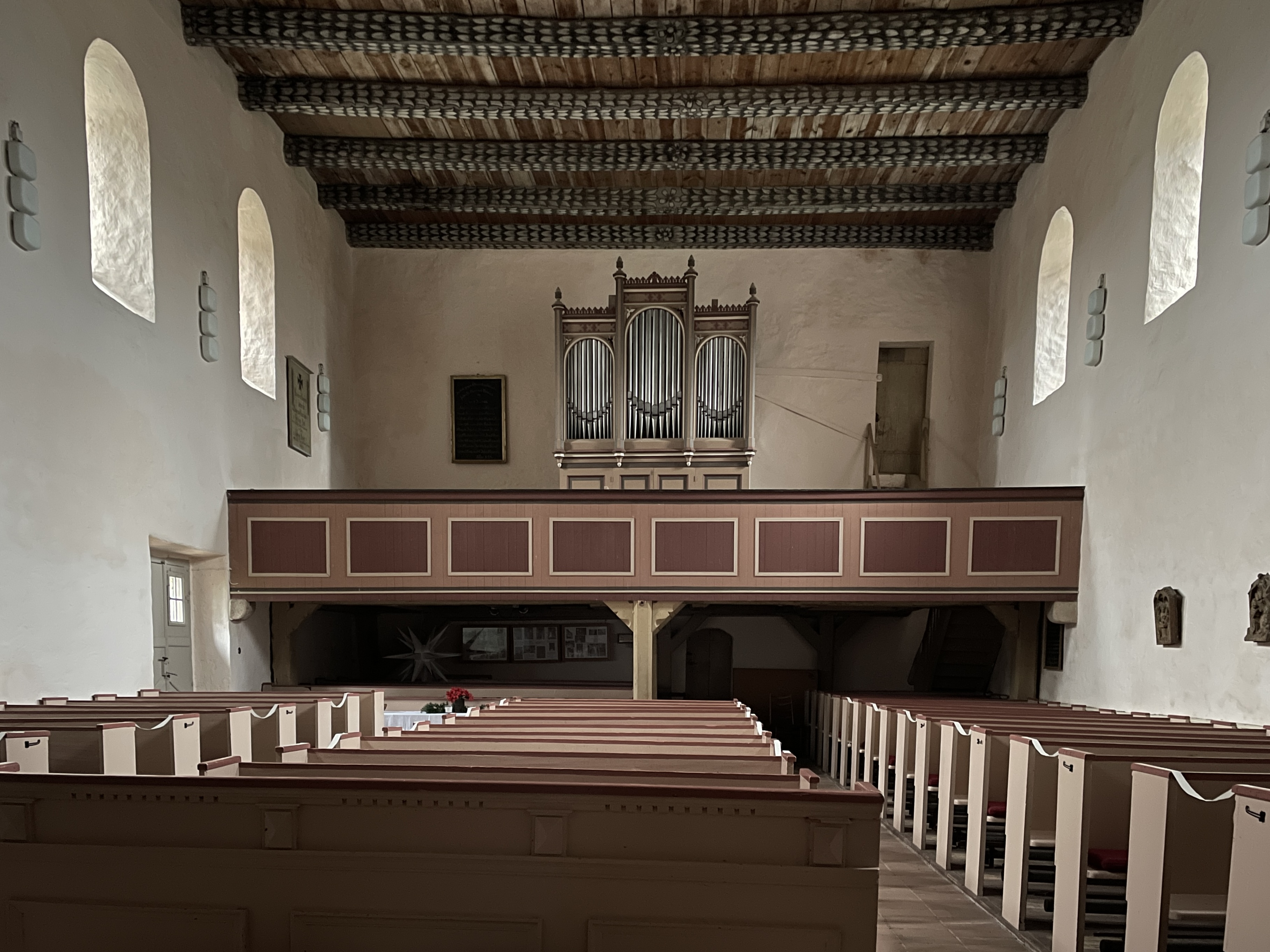

## Ausstattung
Der heutige Altar mit Christus am Kreuz wurde 1894 von Holzbildhauer Gustav Kuntzsch, Wernigerode, geschaffen. Vom ehemaligen Kanzelaltar von 1708 stammen die schlichte hölzerne Kanzel mit geschnitzten Ranken zwischen den Feldern des polygonalen Korbs und von Akanthuslaub umrankten Wappen am Schalldeckel sowie das Abendmahlsgemälde an der Chornordwand und der Aufsatz mit Lamm Gottes an der Südwand.
Die voluminöse Sandsteintaufe in achteckiger Kelchform entstammt der zweiten Hälfte des 13. Jahrhunderts. Zwei reizvolle Reliefs mit der Anbetung und der Darbringung im Tempel an der Nordwand des Schiffes stammen von einem Schnitzaltar aus der Zeit um 1460/70.
Die Orgel ist ein Werk der Firma Dinse aus dem Jahr 1876.
In der südlichen Vorhalle sind einige Grabsteine von ehemaligen Patronatsfamilien aus dem 15. bis 18. Jahrhundert zu finden. Der älteste Grabstein wurde für Mette Leyden († 1439) gesetzt und zeigt die Verstorbene in Ritzzeichnung mit Kielbogenrahmen und Inschrift. Der Grabstein des Joachim von Mestorp († 1586) ist mit einer Relieffigur versehen. Der Grabstein seiner Ehefrau vom Ende des 16. Jahrhunderts ist ebenfalls mit einer Ganzfigur in Relief ausgestattet. Der Grabstein des Hans von Mesdorf († 1602) ist ebenfalls vorhanden. Barocke Grabsteine für Hoyer von Reinhart († 1709), Dorthea Bergia († 1724) und Friedrich Hoyer von Reinhart († 1700) sind schließlich zu erwähnen.
Von mehreren Bronzeglocken ist eine in der Zeit um 1200 entstanden. Die Feldsteinmauer des Kirchhofs ist noch teilweise erhalten; an der Südwestseite ist ein Backsteinportal vom Anfang des 16. Jahrhunderts auf Feldsteine aufgesetzt.